# Дирижабли класса C

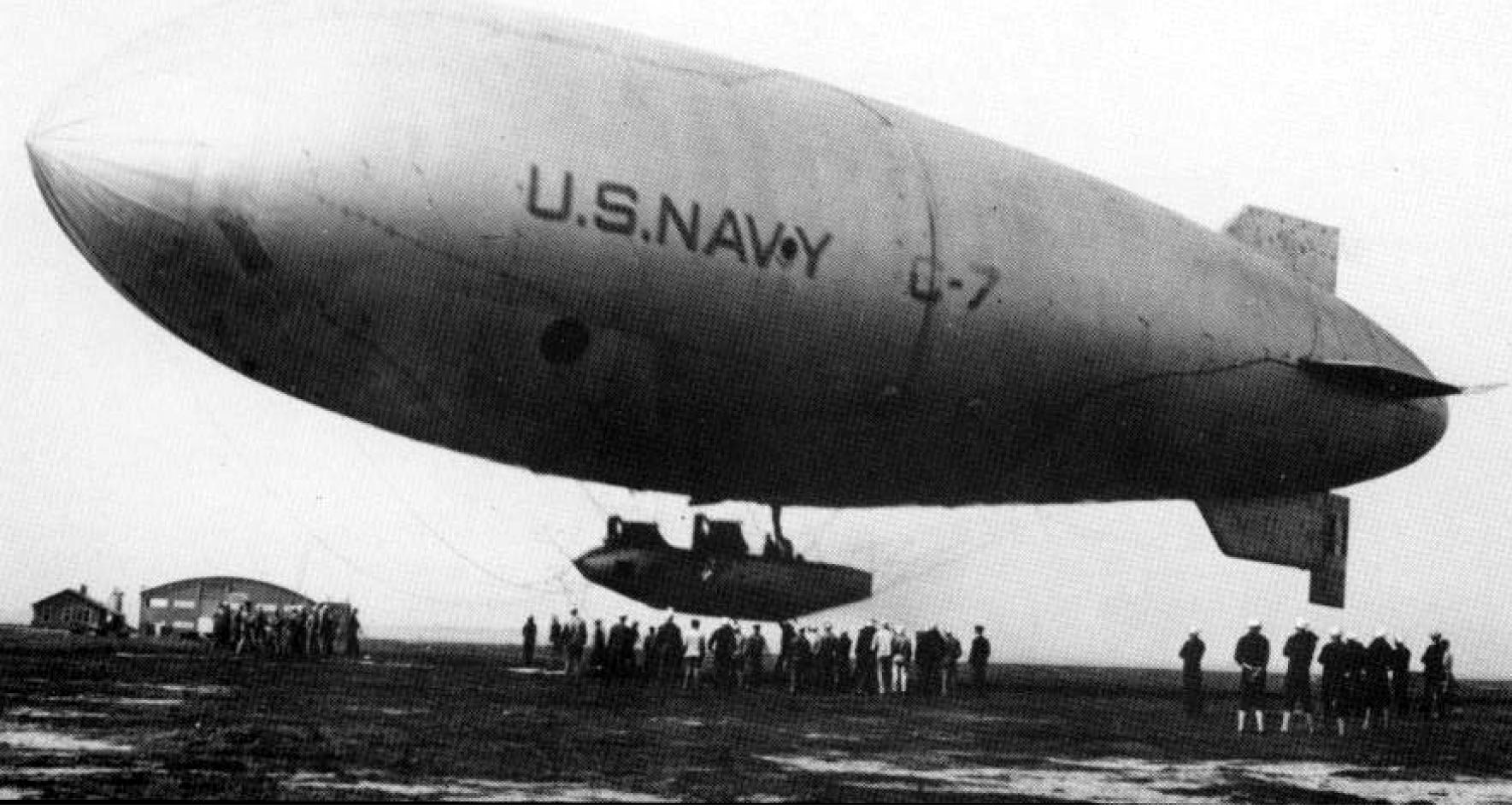
Дирижабль C-7

Дирижабли класса C — класс американских патрульных дирижаблей, использовавшихся ВМС США.
Все дирижабли были построены американской компанией «Curtiss Aeroplane and Motor Company» и поступили в войска в 1918—1920 годах. Всего в этом классе было построено 10 дирижаблей, соответственно каждый дирижабль имел бортовой номер от C-1 до C-10. Дирижабль С-1 — первый дирижабль из серии С, заложенный в сентябре 1918 г., стал первым мягким воздушным судном, на котором была испытана концепция авиаматки: 12 декабря 1918 г. С-1 поднял на высоту 760 метров биплан Кертисс «Дженни» и благополучно запустил его. Также дирижабль С-7 стал первым воздухоплавательным кораблем, заполненным гелием.

## Технические характеристики
- Экипаж: 4 пилота
- Длина: 59,76 м
- Высота: 16,46 м
- Диаметр:12,80 м
- Полезная нагрузка: 1,837 кг
- Силовая установка: два двигателя по 150 л.с.
- Объём оболочки: 5,125 м³
- Максимальная взлётная масса: 5,837 кг
- Дальность полёта: 1087 км
- Максимальная скорость: 97 км/ч
- Крейсерская скорость: 64 км/ч
- Дальность полёта: 2320 км

## Вооружение
- 1 ×  пулемёт Lewis
- 4 ×  270 фунтовых (122кг) бомбы.